# Де Соуса, Диего
Диего Алехандро де Соуза Карбальо (исп. Diego Alejandro de Souza Carballo; родился 14 мая 1984 года, Мело) — уругвайский футболист, полузащитник.

## Биография
Де Соуза начал карьеру к клубе «Дефенсор Спортинг». В 2008 году в матчах Южноамериканского кубка против парагвайского «Либертада» Диего сделал дубль. В том же году он помог клубу выиграть уругвайскую Примеру. В 2009 году в поединках Кубка Либертадорес против колумбийского «Индепендьенте Медельин», бразильского «Сан-Паулу» и «Бока Хуниорс» де Соуза забил 4 мяча. 17 сентября в 2010 года в матче Южноамериканского кубка против перуанского «Спорт Уанкайо» он сделал «дубль». В начале 2011 года де Соуза перешёл в аргентинский «Банфилд». 12 февраля в матче против «Олимпо» он дебютировал в аргентинской Примере. 16 июня 2012 года в поединке против «Бельграно» Диего забил свой первый гол за «Банфилд». Летом того же года де Соуза вернулся на родину, став игроком «Монтевидео Уондерерс». В матче против «Сентраль Эспаньол» он дебютировал за новую команду.
В начале 2014 года де Соуза перешёл в «Серро-Ларго». 9 февраля в матче против столичного «Ривер Плейта» он дебютировал за новый клуб.
Летом 2014 года де Соуза присоединился к гватемальскому клубу «Мунисипаль». 20 июля в матче против «Шелаху» он дебютировал в чемпионате Гватемалы. 28 августа в поединке Лиги чемпионов КОНКАКАФ против мексиканской «Пачуки» Диего забил свой первый гол за «Мунисипаль». Летом 2015 года де Соуза вернулся в «Серро-Ларго». В начале 2017 года Диего стал игроком «Эль Танке Сислей». 30 апреля в матче против «Данубио» он дебютировал за новую команду. 8 июля в поединке против столичного «Феникса» де Соуза забил свой первый гол за «Эль Танке Сислей».
В начале 2018 года Де Соуза перешёл в «Сентраль Эспаньол». 3 марта в матче против «Пласы Колонии» он дебютировал за новую команду.

## Достижения
- Чемпион Уругвая (1): 2007/08